# Christian Gitsham
Christopher ("Christian") William Gitsham (Pietermaritzburg, 1888. október 15. – 1956. június 16.) olimpiai ezüstérmes dél-afrikai atléta, maratoni futó.

## Pályafutása
Pályafutása alatt két alkalommal vett részt az olimpiai játékokon. Gitsham mind a kétszer a maratoni futás számában indult. 1912-ben, Stockholmban közel egy perc hátrányban ért célba a győztes Ken McArthur mögött, és lett ezüstérmes. A világháború utáni első olimpián, 1920-ban Antwerpenben is rajthoz állt, azonban a 37. kilométernél feladta a viadalt.

## Egyéni legjobbjai
- Maraton - 2.37:14 (1912)